# Hagar (namn)

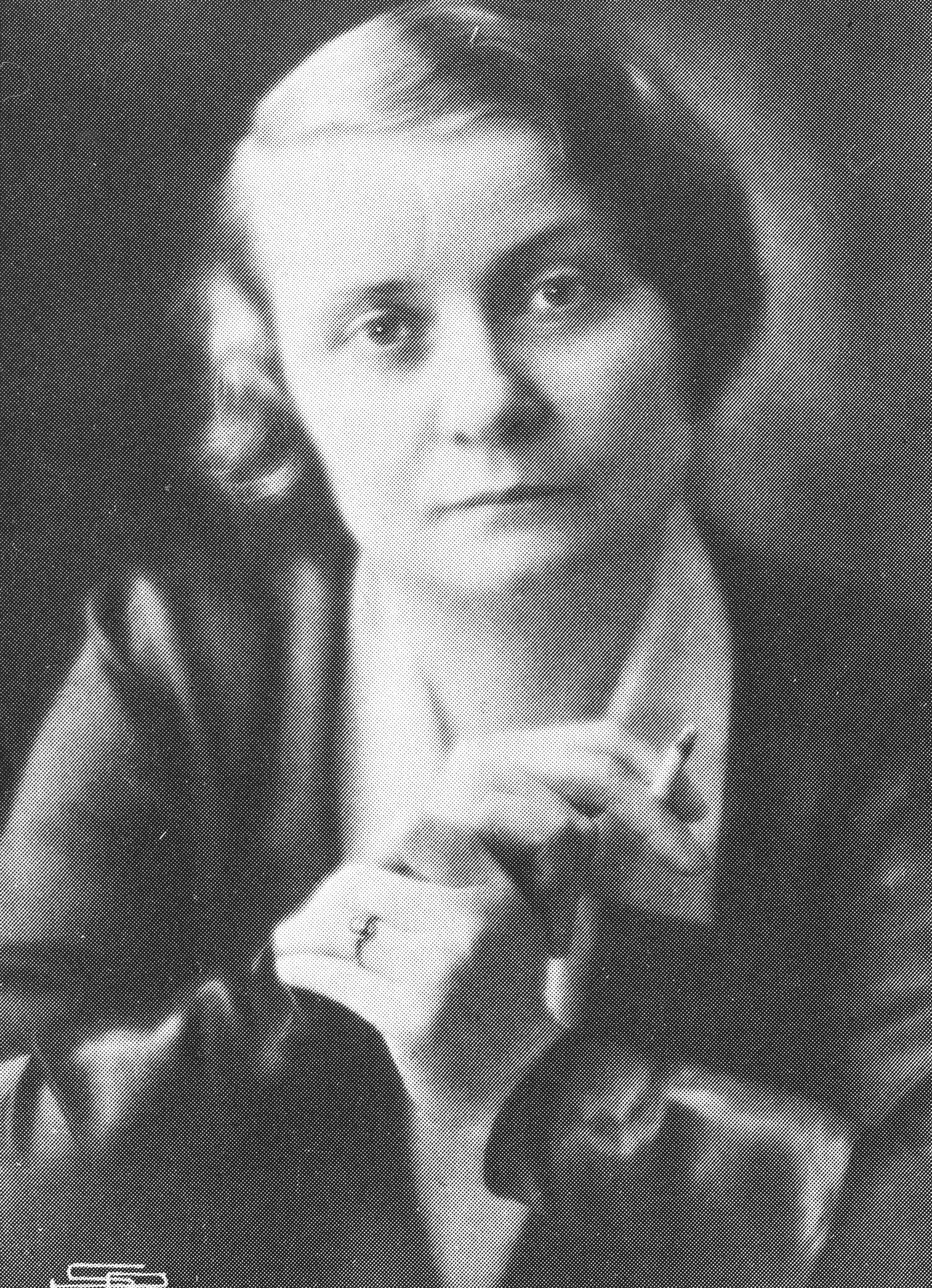
Hagar Olsson

Hagar är ett hebreiskt kvinnonamn som betyder flykt. Det äldsta belägget i Sverige är från år 1856.
I Bibeln var Hagar en tjänsteflicka som arbetade för Abrahams hustru Sara.
Den 31 december 2014 fanns det totalt 248 kvinnor folkbokförda i Sverige med namnet Hagar, varav 121 bar det som tilltalsnamn.
Namnsdag: saknas i Sverige (1986–2000: 11 januari). I den finlandssvenska namnsdagslängden har Hagar namnsdag 17 maj sedan starten 1929, då en egen namnsdagskalender togs i bruk för finlandssvenskar.

## Personer med namnet Hagar
- Hagar Normark, svensk politiker (s)
- Hagar Olsson, finländsk författare och litteraturkritiker